# Lở đất Atami 2021
Lở đất Atami 2021 (熱海市伊豆山土石流災害 Atami-shi Izusan dosekiryū saigai) là trận lở đất xảy ra vào ngày 3 tháng 7 năm 2021 tại khu phố Izusan, thành phố Atami, tỉnh Shizuoka. Thành phố Atami ghi nhận được lượng mưa 310 mm trong vòng 48 giờ, khiến cơ quan khí tượng phải cảnh báo lở đất. Chính quyền tỉnh Shizuoka họ ghi nhận 10 cuộc điện thoại từ những người bị mắc kẹt trong nhà sau trận lở đất. Hậu quả trận lở đất đã làm 28 người chết, 3 người bị thương.

## Bối cảnh
Atami là một thành phố ven biển nằm cách thủ đô Tokyo khoảng 109 km, tỉnh Shizuoka. Atami nằm ở rìa các dãy núi, thung lũng và đồi dốc. Trong nửa sau thế kỷ XX, thành phố chứng kiến sự phát triển như một thị trấn nghỉ mát thu hút khách du lịch.
Một trong đặc điểm mùa mưa Nhật Bản là kéo dài từ cuối tháng 5 đến đầu tháng 7. Trước khi xảy ra lở đất, đã có mưa lớn kéo dài nhiều ngày ở vùng Tōkai. Vào thời điểm xảy ra sạt lở, lượng mưa đạt xấp xỉ 790 mm tại Hakone, tỉnh Kanagawa. Trong khi lượng mưa 550 mm được ghi nhận tại Gotemba, tỉnh Shizuoka.